# Solidaritätsstreik
Ein Solidaritätsstreik, auch Solidar-, Unterstützungs- oder Sympathiestreik genannt, ist eine Sonderform des Streiks. Seine Besonderheit besteht darin, dass die Arbeitnehmer von der inhaltlichen Auseinandersetzung des Hauptarbeitskampfes nicht direkt betroffen sind. Ziel der Solidaritätsstreikenden ist es, durch ihren Streik die Schlagkraft der am Hauptarbeitskampf beteiligten Gewerkschaft zu erhöhen.

## Solidaritätsstreiks in Deutschland

### Rechtliche Bewertung bis 2007
Mit dem Urteil vom 5. März 1985 äußerte sich das Bundesarbeitsgericht (BAG) erstmals ausdrücklich zur rechtlichen Einordnung von Solidaritätsstreiks: Solidaritätsstreiks seien grundsätzlich unzulässig, es sei denn, ein Ausnahmefall liege vor. Eine Ausnahme sei nach dem BAG unter anderem dann gegeben, wenn entweder eine wirtschaftliche Verflechtung mit dem Arbeitgeber des anderen Unternehmens vorliegt, oder der andere Arbeitgeber seine „Neutralitätspflicht“ verletzt hat.

### Rechtliche Bewertung ab 2007
Das BAG hat die Anforderungen an die Rechtmäßigkeit von Unterstützungs- bzw. Solidaritätsstreiks in seinem Urteil vom 19. Juni 2007 – 1 AZR 396/06 wegen der Aufgabe der Kernbereichsformel jedoch umgekehrt. Seitdem ist ein Solidaritätsstreik grundsätzlich zulässig, außer er ist unverhältnismäßig, d. h. „zur Unterstützung des Hauptarbeitskampfs offensichtlich ungeeignet, offensichtlich nicht erforderlich oder unangemessen“.